# Palthis spectalis
Palthis spectalis är en fjärilsart som beskrevs av Achille Guenée 1854. Palthis spectalis ingår i släktet Palthis och familjen nattflyn. Inga underarter finns listade i Catalogue of Life.